# Vladimir Chichkine
Vladimir Petrovitch Chichkine (en russe : Владимир Петрович Шишкин) est un joueur russe de volley-ball né le 2 février 1990. Il mesure 1,83 m et joue libero.

## Clubs
| Club                               | De        | À         |
| ---------------------------------- | --------- | --------- |
| Lokomotiv-Izoumroud Iekaterinbourg | 2008-2009 | 2011-2012 |
| Fakel Novy Ourengoï                | 2012-2013 | ...       |

## Palmarès
Néant.